# Neue Sachlichkeit
Neue Sachlichkeit (Ny saglighed) er betegnelsen på en modernistisk stilretning inden for maleri, litteratur, fotografi, filmkunst, arkitektur og musik som var særlig fremherskende i Tyskland i 1920'erne. Neue Sachlichkeit ophørte efter 1933 da den tyske Weimarrepublik blev efterfulgt af nazisterne.
Begrebet Neue Sachlichkeit blev skabt af den tyske kunstkritiker Gustav Friedrich Hartlaub i 1923 for at beskrive billedstilen hos Max Beckmann, Otto Dix og George Grosz. Deres formudtryk blev set som en reaktion mod den traditionelle ekspressionisme og delvis impressionismen. Neue Sachlichkeit ville blandt andet knytte malerkunsten til virkeligheden ved en skarp observation af genstandene, en tydelig tegnemåde og streng komposition. Retningen krævede også politisk engagement, og motiverne var ofte karikerede og satiriske. I andre kunstarter, for eksempel inden for dramatikken, blev der brugt dokumentarisk materiale.
Retningen blev anset som Entartete Kunst af de tyske nazister.